# サバル (バングラデシュ)
サバル（ベンガル語: সাভার, /sabɦaɾ/, 英語: Savar）は、バングラデシュダッカ管区ダッカ県の都市。
ダッカ中心部から約20km北西の位置にあり、ダッカ大都市圏の一部を構成する。ダッカ中心部との間にあるトゥラグ川西岸には湿地帯が広がっていることから独立した都市的地域を持ち、サバル都市圏は2022年現在200万人を超える人口を抱える。
市北部のNobinagarに国立殉教者記念碑があり、1971年のバングラデシュ独立戦争で亡くなった人々を祀っている。